# Međunarodna Panevropska unija
Međunarodna Panevropska unija, takođe i Panevropski pokret, najstariji je pokret za ujedinjenjem Evrope koji je 1922. godine pokrenuo grof Ričard von Kalergi. On je analizirao prilike u svetskoj politici nakon Prvoga svetskog rata i zauzeo se za ujedinjenje Evrope. Verovao je da je ujedinjena Evropa jedini put kojim se može sprečiti nastanak novog rata na njenom tlu i očuvati njenu istorijsku uloga među sve snažnijim vanevropskim silama.
Panevropska unija je od početka bila antikomunistički orijentisana; nakon širenja fašističkih i nacističkih ideja Ričard von Kalergi odbija mogućnost saradnje u ujedinjenju Evrope kako ga misli provesti Adolf Hitler - zato mora iz Austrije emigrirati u Francusku, a nakon toga i u Sjedinjene Američke Države.
Krajem Drugog svetskog rata, pokret je nastavio snažno delovati, zahtevajući osnivanje Evropske skupštine, u koju će ulaziti zastupnici iz nacionalnih parlamenata. Za razliku od drugih sličnih pokreta, Panevropska unija se zalagala za ujedinjenje cele Evrope (u kojoj međutim nema mesta za totalitarne režime), a protiv zatvaranja u klub bogatih zapadnoevropskih zemalja.
U istorijskom govoru gde se Vinston Čerčil 1946. godine založio za "Ujedinjenje Europske Države", izrekom se i uz najveće pohvale spominje Ričard von Kalergija i rad Panevropske unije.
Zahvaljujući radu Panevropske unije, 1947. godine nastaje Evropska parlamentarna unija - nominalno privatna organizacija sastavljena od članova parlamenata različitih zemalja, koja je promovisala ideju zajedničkoga evropskoga tržišta, i bliske međunarodne saradnje demokratskih evropskih zemalja - koja predstavlja preteču Veća Evrope osnovanog 1950. godine. Veće Evrope je 1950.-ih godina osnovano na onakvim načelima i onakvim ciljevima kakve je između dva svetska rata bila zacrtala Panevropska unija; to vredi naročito za (Evropsku) Konvenciju za zaštitu ljudskih prava i temeljnih sloboda iz 1950. godine do danas, temeljni akt na kojem počivaju evropske asocijacije.
Osim jedinstva Evrope, Panevropska unijapromoviše poštovanje načela supsidijarnosti, a pod krilaticom "grčka mudrost, rimsko pravo i hršćanska vera" obuhvata tri temeljne odrednice zajedničkoga evropskoga identiteta, u kojem su podjednako učestvovali grčka filozofija, i rimska pravna tekovina hrišćanski humanizam. Panveropska unija se zalaže za Evropu kao jedinstveni prostor zasnovan na pravu naroda na samoodređenje, pravu narodnih grupa na slobodan razvoj i na ljudskim pravima svakog pojedinca; te kao prostor koji obuhvata zemlje zajedničkog evropskog nasleđa do granica do kojih se poštuju sloboda i demokratija.